# K-162 (原子力潜水艦)

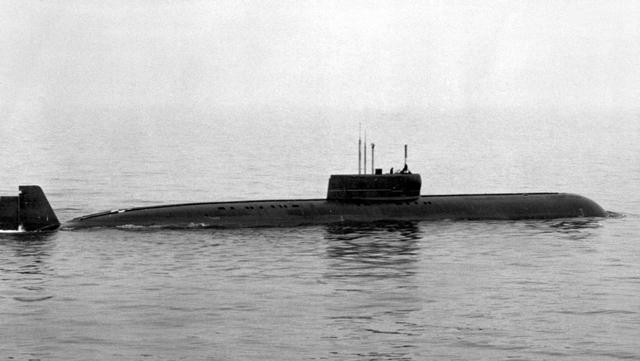
パパ級

K-162（Ru: К-162）は、661号計画「アンチャール」(En: Project 661 Anchar, Ru: Проект 661 «Анчар»)によって建造された旧ソ連海軍の巡航ミサイル原子力潜水艦である。同型艦はない。就役時にはK-162であったが、後にK-222に変更された。本記事では、変更前の番号名を使用する。NATOコードネームは、パパ型（級）原子力潜水艦。

## 概要
K-162はコムソモレツと同様に、実験的な性格を持った艦である。1958年、当時のソ連政府は、高速力、新型原子炉、水中発射型巡航ミサイル、大深度発射可能な重魚雷、およびその他の新しい潜水艦用システムの開発を目的に潜水艦の建造を指令した。というのも、第1世代の巡航ミサイル原潜は、速力では仮想敵の米海軍に後れをとり、ハードウェアの信頼性は乏しく、戦術的効果の低い（浮上しなければ発射できない）巡航ミサイルなど、見劣りのするものとなっていたからである。
この計画は、P-70「アメチースト」巡航ミサイル（NATOコードネームSS-N-7 スターブライト）を含む本級に結実した。1959年、ミサイルの開発開始と並行して、船体の設計も承認されたが、本格的なチタン製の大型潜水艦の建造に伴う技術的な問題とチタン材の調達の問題から、起工は1963年12月28日にまでずれこんだ。この遅れの間に、より安価な高張力鋼製のチャーリー型の調達が軌道に乗ったほか、後継のミサイル（P-120「マラヒート」、NATOコードネームSS-N-9 サイレーン）の開発も進むなどして、システムが陳腐化してしまったため、建造はK-162ただ1隻のみにとどめられた。
1968年12月21日、ようやく進水したK-162は、ほぼ1年後の1970年1月13日に42 kt（このとき原子炉出力80%）、翌1971年には44.7 kt（82.8km/h）を記録し、潜水艦の潜航中速力の世界記録を達成した。この記録は、現在も破られていない。しかし、その代償として、水中雑音レベルはきわめて高く、高速力を発揮した際には船殻外部を損傷する場合もあった。また、上述のようなシステムの陳腐化、多くの装備品の命数が乏しいことなど、作戦運用には問題が多かったことから、K-162はその就役期間のほとんどを実験艦として過ごした。
1980年、K-162は、セヴェロドヴィンスク造船所での炉心交換作業中に、1次冷却水漏出事故を起こし、原子炉室が汚染された。その後、1988年に予備役、1989年に除籍とされたが、破損した冷却水配管は満足に補修されていない。解体を予定されるも、予算不足のため実行されることなく、現在も保管中である。

## 要目
旧ソ連・ロシアの軍用ハードウェアの要目（特に数値）については資料によりばらつきがあることが珍しくない。ここでは参考文献に挙げた2つの資料を参照し、両者が食い違う場合にはより新しい資料であるポルトフ[2005]の記述を採用した。
- 全長：106.9m
- 全幅：11.5m
- 喫水：8.2m
- 水中排水量：7,000t
- 水上排水量：5,197
- 予備浮力：31%
- 船体構造：チタン製複殻式、9区画
- 推進機関：原子力ギアドタービン —— VM-5型加圧水型原子炉（177.4MW）×2基 / 蒸気タービン2基 / スクリュー×2軸 / 銀亜鉛電池（補機）×152基2群
- 最高速力（水上/水中）：16 / 37～38 kt
- 連続航海期間：70日
- 潜行深度：400～500m
- 乗員：75名
- 兵装：533mm（21 inch）魚雷発射管×4（魚雷等×12本）、ミサイル発射管×10基
- 同型艦：なし